# Parapiesma
Parapiesma – rodzaj pluskwiaków z podrzędu różnoskrzydłych i rodziny płaszczyńcowatych.
Pluskwiaki o ciele długości poniżej 4 mm, ubarwionym w odcieniach szarości, żółcieni i brązu. Rzeźba przedplecza i półpokryw jest drobno siateczkowata. Stosunkowo krótkie, czteroczłonowe czułki mają dwa małe, stożkowate wyrostki u nasady, z których przedni jest trochę większy od tylnego. Odróżnia je to od rodzaju Piesma. Policzki wydłużone są w wyrostki po bokach nadustka. Krótką kłujkę budują cztery człony. Środkiem przedplecza biegną trzy żeberka podłużne, a czasem przedplecze może mieć jeszcze dwa krótkie żeberka zewnętrzne po bokach, co zwiększa liczbę jego żeberek podłużnych do pięciu.
Przedstawiciele rodzaju zamieszkują krainy: palearktyczną i nearktyczną. W Europie rodzaj reprezentuje 9 gatunków, z których w Polsce stwierdzono płaszczyńca burakowego i P. variabile.
Takson ten wprowadził w 1974 roku Jean Péricart. Początkowo klasyfikowany był w randze podrodzaju w obrębie rodzaju Piesma. Zalicza się do niego 20 opisanych gatunków, w tym:
- Parapiesma atriplicis (Frey-Gessner, 1863)
- Parapiesma cinereum (Say, 1832)
- Parapiesma josifovi
- Parapiesma kochiae (Becker, 1867)
- Parapiesma kolenatii
- Parapiesma pupula (Puton, 1879)
- Parapiesma quadratum (Fieber, 1844) – płaszczyniec burakowy
- Parapiesma rotundatum (Horvath, 1906)
- Parapiesma salsolae (Becker, 1867)
- Parapiesma silenes (Horvath, 1888)
- Parapiesma unicolor (Wagner, 1954)
- Parapiesma variabile (Fieber, 1844)